# 아바스 칼리파국의 역사
이 문서는 아바스 칼리파국의 역사를 다룬 문서이다.

## 역사
아바스 칼리파들은 무함마드의 가장 어린 삼촌 중 한 명이자 같은 바누 하심 가문의 압바스 이븐 압둘 무탈립의 후손들이었다. 아바스 왕조는 무함마드와 혈통이 가깝다는 이유로 자신들이 바누 우마이야의 우마이야 후손을 대체하는 무함마드의 진정한 후계자라고 주장했다.

### 아바스 혁명 (750~751)
아바스가는 또한 우마이야 왕조의 도덕적 성격과 행정 전반을 공격함으로써 우마이야 왕조로부터 그들 자신을 구별하였다. 아이라 라피두스에 따르면, "아바스 반란은 주로 아랍인, 주로 예멘 파벌과 그들의 마왈리가 추가된 메르브의 불만을 품은 정착민들에 의해 주로 지지받았다". 아바스가는 또한 아랍인들의 친족 기반 사회 밖에 남아 있었고 우마이야 칼리파국 내에서 하층민으로 인식되었던 마왈리로 알려진 비아랍인 무슬림들에게 호소하였다. 아바스 왕조의 증손자인 무함마드 이븐 알리는 우마르 2세의 통치 기간 동안 페르시아에서 무함마드의 가문인 하심가의 권력 복귀를 위한 캠페인을 시작하였다.
마르완 2세 통치 기간 동안 이러한 대립은 아바스가의 후손 중 네 번째인 이브라힘 알 이맘의 반란으로 절정에 달했다. 총독의 반대에도 불구하고 화레즘(동부 페르시아) 지방과 시아파 아랍인들의 지원을 받은 그는 상당한 성공을 거두었지만, 747년에 체포되어 감옥에서 암살된 것으로 추정되는 죽음을 맞았다.
747년 6월 9일(라마단 AH 129), 화레즘에서 출세한 아부 무슬림은 우마이야 왕조에 맞서 흑표명 하에 공개 반란을 성공적으로 일으켰다. 메르브에서 공식적으로 적대행위가 시작되었을 때, 거의 1만 명의 군인이 아부 무슬림의 지휘 하에 있었다. 748년, 카타바 장군은 도망친 총독 나스르 이븐 사야르를 따라 서쪽으로 가서 고르간 전투, 나하반드 전투, 그리고 마침내 카르발라 전투에서 우마이야를 물리쳤다.
이브라힘은 마르완에게 붙잡혀 처형당했다. 이 싸움은 아부 알 압바스사파라는 이름으로 알려진 이브라힘의 형제 압달라가 맡았는데, 그는 750년 대자브 근처의 전투에서 우마이야를 패배시켰고 그 후 칼리파로 임명되었다. 이 패배 후, 마르완은 이집트로 도망쳤고, 그 후 그는 죽임을 당했다. 한 명의 남성을 제외한 나머지 가족들도 제거되었다.

### 권력을 잡다 (752~775)

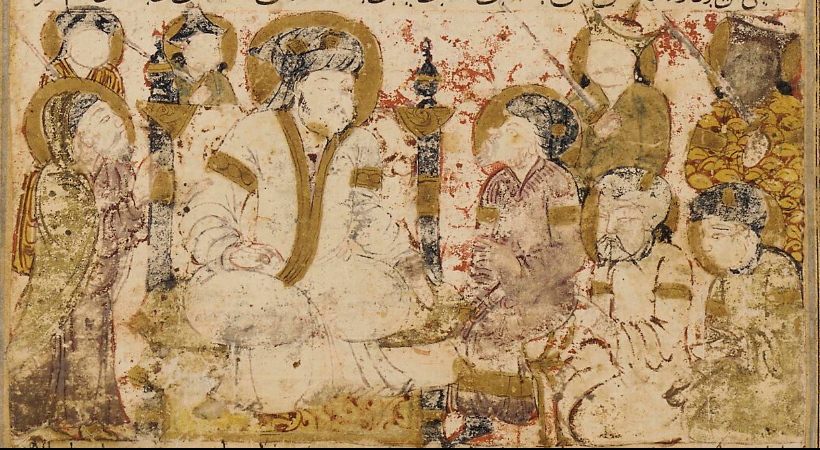
14세기 초 발라미(10세기)의 타리크나마의 사만 시대 사본은 알사파흐(재위 750–754)가 쿠파에서 충성 서약을 받는 모습을 묘사하고 있다.

그들의 승리 직후, 알사파흐는 중앙아시아로 군대를 파견하였고, 그 군대는 탈라스 전투 때 당나라의 팽창을 저지하였다. 그는 시리아와 메소포타미아에서 일어난 수많은 반란들을 진압하는 데 집중했다. 동로마 제국은 이 초기의 방해 기간 동안 급습을 시행했다.
아바스 통치에 의해 영향을 받은 첫 번째 주요한 변화들 중 하나는 칼리파의 권력 중심이 시리아에서 메소포타미아(오늘날의 이라크)로 이동한 것이다. 이것은 아바스 왕조의 페르시아의 마왈리 지지 기반에 더 가까웠고, 이 움직임은 제국에서 아랍계의 기득권을 줄이려는 그들의 요구를 해결했다. 그러나 아직 확실한 수도는 선정되지 않았다. 아바스 왕조 초기에, 쿠파는 일반적으로 행정 수도의 역할을 했지만, 칼리파들은 도시에 있는 알리가의 동정심을 경계했고 항상 이곳에 거주하지는 않았다. 752년, 알사파흐는 불확실한 장소에, 아마도 쿠파 근처에, 알하시미야라고 불리는 새로운 도시를 건설했다. 같은 해 말, 그는 안바르로 이사했고, 그곳에서 그의  병사들을 위한 새로운 정착지와 그 자신을 위한 궁전을 지었다.

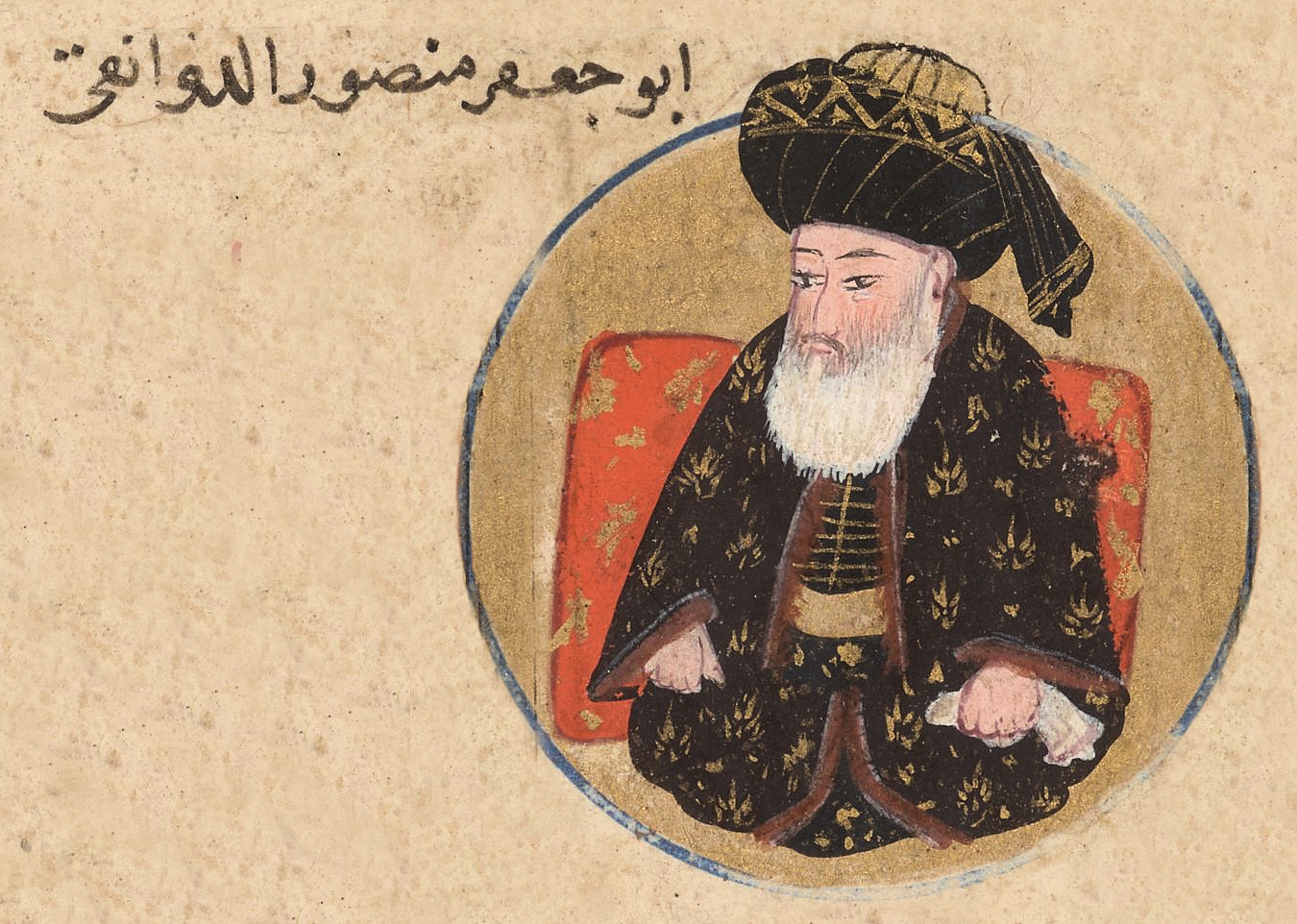
알만수르(재위 754–775)의 초상화

알사파흐의 후계자 아부 자파 알만수르(재위 754-775)는 아바스 왕조의 통치를 확고히 하고 내부의 도전에 맞서 싸웠다. 그의 삼촌이자 자브 전투에서 우마이야를 물리친 압달라 이븐 알리는 가장 심각한 잠재적 라이벌이었고, 알만수르는 754년 쿠라사니 혁명 사령관인 아부 무슬림을 보내 그에게 대항했다. 아부 무슬림이 그를 성공적으로 물리친 후 알 만수르는 아부 무슬림도 숙청하기로 마음먹었다. 그는 755년에 그를 체포하여 처형하기로 결정했다.
아바스 왕조는 740년대에 우마이야 왕조가 상실한 서부 및 중앙 마그레브에 대한 통제권을 다시 주장할 수 없었다. 우마이야가의 일원인 압드 알라흐만도 가문의 숙청을 피해 756년 알안달루스(현재의 스페인과 포르투갈)에서 독립해 코르도바 토후국을 세웠다.
756년, 알만수르는 또한 안록산의 난 때 당나라를 돕기 위해 4,000명이 넘는 아랍 용병들을 보냈다. 아바스 왕조 혹은 그들이 흔히 "흑깃"이라고 불렀던 것처럼, 당 연대기에서는 아바스 왕조를 "흑의대식"(黑衣大食)으로 칭하였는데, 이는 "아랍"을 뜻하는 페르시아어 타지에서 차용한 것이다. 하룬 알라시드는 당나라에 사신을 파견하고 그들과 좋은 관계를 맺었다. 전쟁이 끝난 후에도 이 사신들은 칼리프 하룬 알 라시드가 당과 동맹을 맺으면서 중국에 남아있었다. 아바스 칼리파가 중국 황궁에 보낸 사신들 중 가장 중요한 것은 알사파흐, 알만수르, 하룬 알라시드의 사신들로 『구당서』에 여러 사신들이 기록되어 있다.

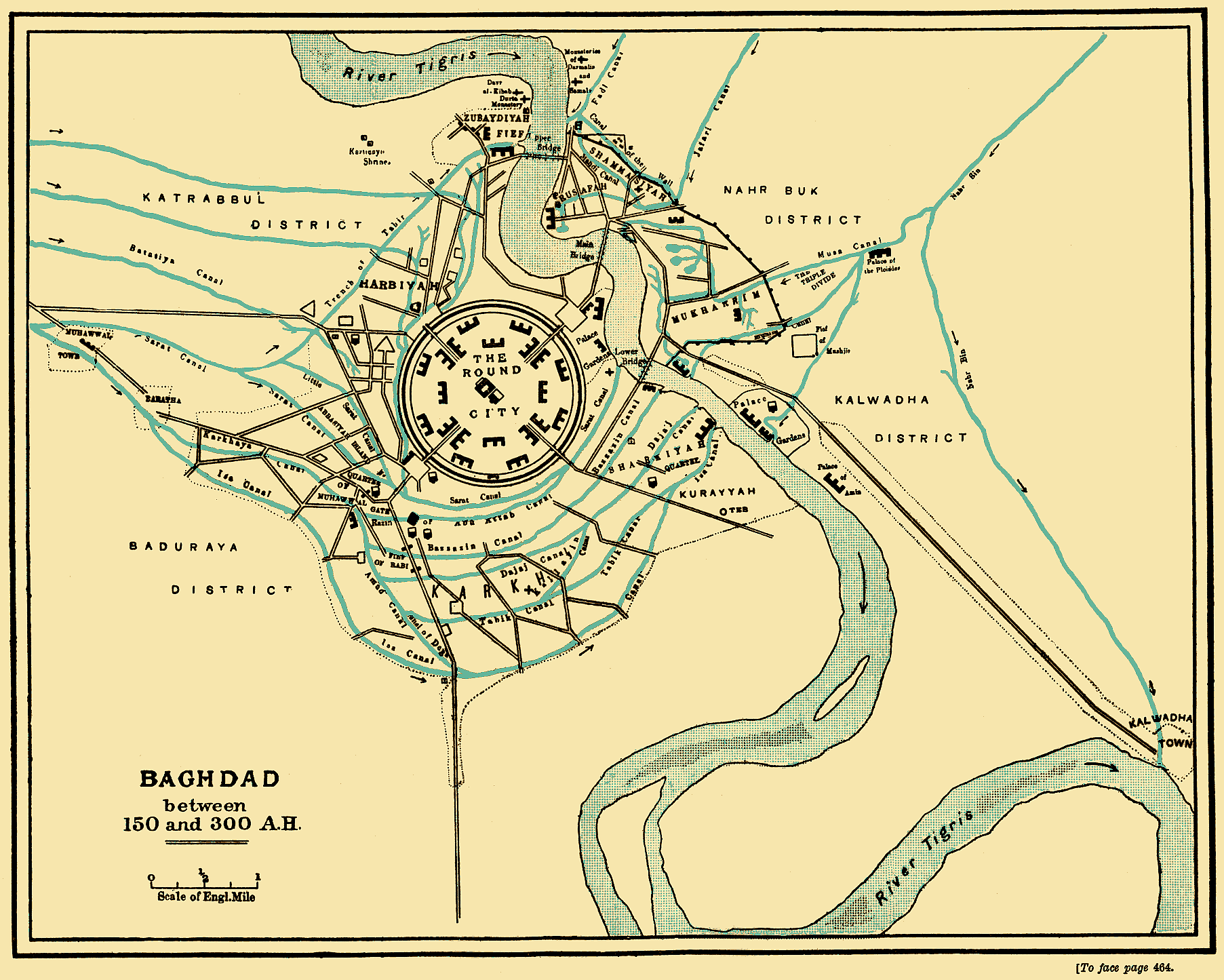
윌리엄 뮤어가 추정한 서기 767년에서 912년 사이의 바그다드 도시 계획도

762년 알만수르는 알리 이븐 아비 탈리브의 후손인 알나프스 알자키야가 이끄는 히자즈 반란을 진압했는데, 그는 알리가 혈통을 바탕으로 아바스 왕조에 도전하며 심각한 정치적 위협을 가했다. 그는 이사 이븐 무사가 이끄는 아바스 군대에 의해 패배했다. 이 승리 이후 762년, 알만수르는 마침내 티그리스강에 위치한 바그다드(공식 명칭은 마디나트 알살람('평화의 도시')로 불리는 아바스 왕조의 수도를 건설했다. 그 이전에도 그는 한동안 수도로 사용했던 알하시미야를 포함해 여러 곳을 수도로 고려했다. 이 지역의 다른 여러 지역도 바그다드 건설 이전에 알사파흐 또는 알만수르의 '수도' 역할을 했던 것으로 보인다.
알만수르는 사법 행정을 중앙에 집중시켰고, 후에 하룬  라시드는 그것을 감독하기 위해 카디라는 기관을 설립했다. 우마이야 칼리파국 사람들은 대부분 아랍인이었지만, 아바스 칼리파국 사람들은 점점 더 많은 개종한 무슬림들로 구성되었고, 아랍인들은 그들 중 하나에 불과했다. 아바스 칼리파국은 우마이야를 타도하는 데 있어 페르시아인들의 지원에 크게 의존했다. 알만수르는 비아랍계 무슬림들을 그의 궁정으로 맞이했다. 이것이 아랍과 페르시아 문화를 통합하는 데 도움을 주었지만, 그것은 그들의 많은 아랍 지지자들, 특히 우마이야와의 전투에서 그들을 지지했던 호라산 아랍인들을 소외시켰다.

### 아바스 황금기 (775~861)
아바스 칼리파국의 지도부는 8세기 말(750–800)에 몇몇 유능한 칼리파들과 그들의 와지르들 밑에서 칼리파국의 멀리 떨어진 특성과 칼리파국 전체에 걸친 제한된 의사소통에 의해 야기된 정치적 도전들에 맞서 질서를 유지하는 데 필요한 행정적인 변화들을 이끌어 내기 위해 열심히 노력해야만 했다. 왕조 초기, 특히 알만수르, 하룬 알라시드, 알마으문의 통치 기간 동안 왕조의 명성과 권력이 형성되었다.
이 시기에 와지르의 지위가 발전했다. 처음에는 비서관과 비슷했지만, 아바스 왕조에 가까운 이란계 가문인 바르마크가 출신들이 그 직위를 맡으면서 와지르의 지위는 강력해졌고 하룬 알라시드는 수년 동안 그들에게 국정을 위임했다. 이것은 우마이야 치하의 시기에 비해 많은 아바스 왕조의 칼리파들에게 더 의례적인 역할을 하는 결과를 낳았고, 와지르들은 더 큰 영향력을 행사하기 시작했고, 옛 아랍 귀족의 역할은 페르시아 관료제로 천천히 대체되었다. 서쪽에서는, 하룬 알라시드가 이브라힘 이븐 알아글라브에게 이프리키야 지방(현 튀니지 중심부)을 세습 토후령으로 하사하기로 합의하며 아글라브 토후국이 설립되었다.
알마흐디는 동로마 제국과의 전쟁을 재개했고, 그의 아들들은 이리니가 평화를 추구할 때까지 전쟁을 계속했다. 평화가 몇 년간 지속된 후, 니키포로스 1세는 조약을 파기하고 9세기의 첫 10년 동안 여러 차례의 침략을 막아냈다. 이 공격들은 타우루스산맥으로 퍼졌고, 크라소스 전투의 승리와 라시드 자신이 이끈 806년의 대규모 침공으로 절정에 달했다.

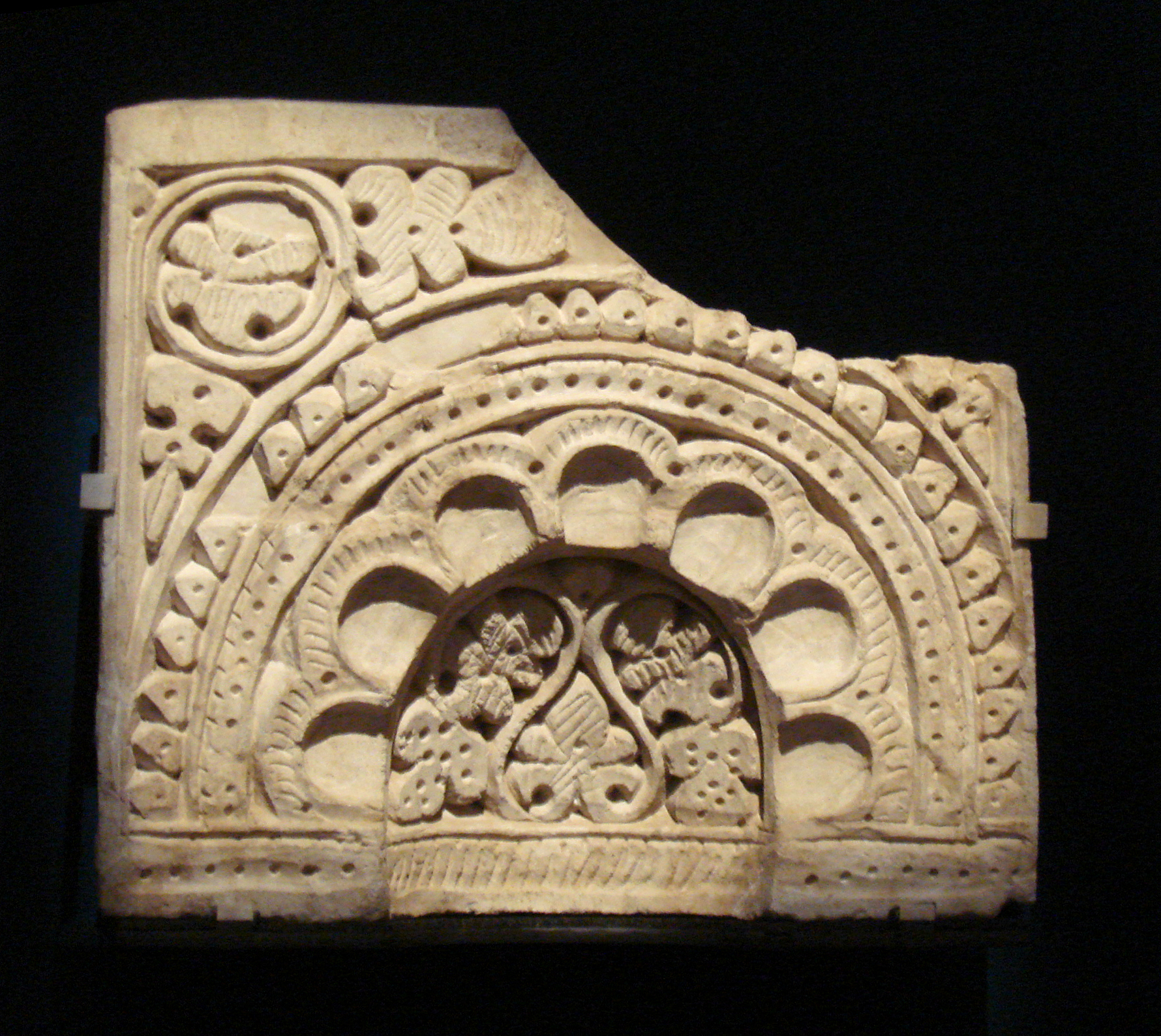
서기 750~825년, 소그디아 사마르칸트 아프라시압의 아바스 모스크에서 장식된 벽감.

또한 라시드의 해군은 키프로스를 점령하는 데 성공했다. 라시드는 화레즘에서 일어난 라피 이븐 알라이스의 반란에 집중하기로 결정하고 그곳에서 사망했다. 동로마 제국이 시리아와 아나톨리아에서 아바스 칼리파국과 싸우는 동안, 칼리파의 군사 작전은 미미했고, 주로 내부 문제로 초점을 맞추었고, 아바스 왕조의 총독들은 더 큰 자치권을 행사했고, 이렇게 증가한 권력을 이용해 그들의 지위를 세습하기 시작했다.
바그다드가 공식적인 수도로 남아있는 동안, 하룬 알라시드는 796년부터 그의 통치가 끝날 때까지 락까에 거주하기로 결정했다. 803년, 불명확한 이유들로, 하룬 알라시드는 그를 대신하여 통치권을 행사했던 바르마크가 사람들 대부분을 투옥시키거나 죽였다. 동시기에, 몇몇 파벌들은 칼리파국을 떠나 다른 곳으로 가거나 칼리파국의 먼 부분을 장악하기 시작했다. 그럼에도 불구하고, 알라시드와 그의 아들들의 통치는 여전히 아바스 왕조의 정점이라고 여겨졌다.
대내적으로 하룬은 아버지 알-마흐디와 비슷한 정책을 추구했다. 그는 동생 알하디가 투옥했던 우마이야와 알리가 사람들을 대거 석방하고 쿠라이시족의 모든 정치 집단에 대한 사면을 선언했다. 동로마와의 대규모 적대 행위가 발생했고 그의 치하에서 아바스 칼리파국은 전성기를 맞았다. 그러나 하룬의 후계 분할 결정은 칼리파국의 존속에 큰 타격을 입힌 것으로 판명되었다.
라시드가 죽은 후, 제국은 화레즘의 지원을 받던 칼리프 알아민과 그의 형제 알마므운 사이의 내전으로 분열되었다. 이 전쟁은 2년 동안의 바그다드 포위 공격으로 끝났고 결국 813년에 알아민이 사망했다. 알마므운의 통치는 20년 동안 비교적 평온했고, 동로마의 지원을 받은 쿠라민에 의한 아제르바이잔의 반란이 산재했다. 또한 알마므운은 화레즘에 자치령을 세우고 동로마 제국의 공격을 지속적으로 격퇴했다.
9세기에 아바스 칼리파국은 맘루크라고 알려진 비아랍인들로 구성된 칼리파에게만 충성하는 군대를 만들었다. 알마으운과 그의 형제이자 후계자인 알무타심 (833–842)에 의해 만들어진 이 군대는 제국의 더 이상의 붕괴를 막았다. 맘루크 군대는, 자주 부정적으로 여겨지지만, 칼리파국을 돕거나 해를 입혔다. 초기에, 그것은 정부에게 국내외 문제들을 해결할 수 있는 안정적인 군대를 제공했다. 그러나, 외국 군대의 창설과 알무타심의 수도 바그다드에서 사마라로의 천도는 칼리파와 그들이 통치했다고 주장했던 민족들 사이에 분열을 일으켰다.
알무타심은 마지막으로 강력한 권력을 누렸던 아바스 칼리파였다. 그는 맘루크들과 친위대를 강화했고, 곧바로 동로마와의 전쟁을 재개했다. 비록 그의 함대가 폭풍에 의해 파괴되면서 콘스탄티노폴리스를 점령하려는 그의 시도는 실패했지만, 그의 군사 원정은 대체로 성공적이었고, 결국 아모리움 전투에서 큰 승리를 거두었다. 이에 동로마 제국은 이집트의 다미에타를 함락시키고, 알무타와킬은 그의 군대를 다시 아나톨리아로 보내 863년 결국 전멸할 때까지 약탈을 일삼았다.

### 왕조의 분열 (861~945)
820년이 되어서야 사만 왕조는 트란스옥시안나와 대화레즘, 그리고 그 뒤를 이은 이란의 사파르 왕조에서 독립적인 권력을 행사하기 시작했다. 화레즘 출신의 사파리 왕조는 876년 바그다드를 거의 점령했고, 툴룬 왕조는 시리아 대부분을 장악했다. 중앙 권력은 약화되고 주변부의 군소 칼리파국들이 강화되는 추세가 계속되었다.
알무으타디드의 치세(892~902년)는 이러한 추세에서 예외였다. 그는 이집트, 시리아, 화레즘의 일부를 다시 아바스의 통제하에 두었다. 특히 "사마라의 무정부 상태"(861-870) 이후 아바스 중앙 정부는 약화되었고 칼리파국의 지방에서 원심력이 더욱 두드러졌다. 10세기 초까지 아바스는 여러 아미르들에 의해 이라크의 통제권을 거의 잃었고, 칼리프 알 라디(934-941)는 "아미르 중의 아미르"(아미르 알 우마라)라는 직책을 만들어 그들의 권력을 인정해야만 했다. 또한 맘루크의 세력은 꾸준히 성장하여 알라디가 대부분의 왕실 기능을 비아랍인 무함마드 이븐 라이크에게 넘겨주어야 하는 상황에 이르면서 절정에 달했다.
알무스타크피는 944년부터 946년까지 짧은 통치 기간을 보냈으며, 이 기간 동안 다람 출신의 부와이흐로 알려진 페르시아 세력이 권력을 장악하고 바그다드의 관료 조직을 장악했다. 미스카웨의 역사에 따르면 그들은 지지자들에게 이크타(세금 농장의 형태로 된 영지)를 분배하기 시작했다. 이 국지적인 세속적 통치 기간은 거의 100년 동안 지속되었다. 아바스 왕조의 귄력을 부와이흐에게 빼앗긴 후 셀주크족이 페르시아를 이어받으면서 세력의 중심이 바뀌게 된다.
8세기 말, 아바스는 로마보다 더 커진 바그다드의 정치를 더 이상 유지할 수 없다는 것을 알게 되었다. 793년 이드리스의 자이디샤 왕조는 모로코의 페즈에 국가를 세웠고, 아바스 총독들은 점점 더 독립하며 830년대부터 아글라브 토후국을 세웠다. 알무타심은 그의 친위대에 비이슬람 용병들을 사용함으로써 하향세를 타기 시작했다. 또한 이 시기에 장교들은 의견이 맞지 않는 상관, 특히 칼리파들을 암살하기 시작했다.

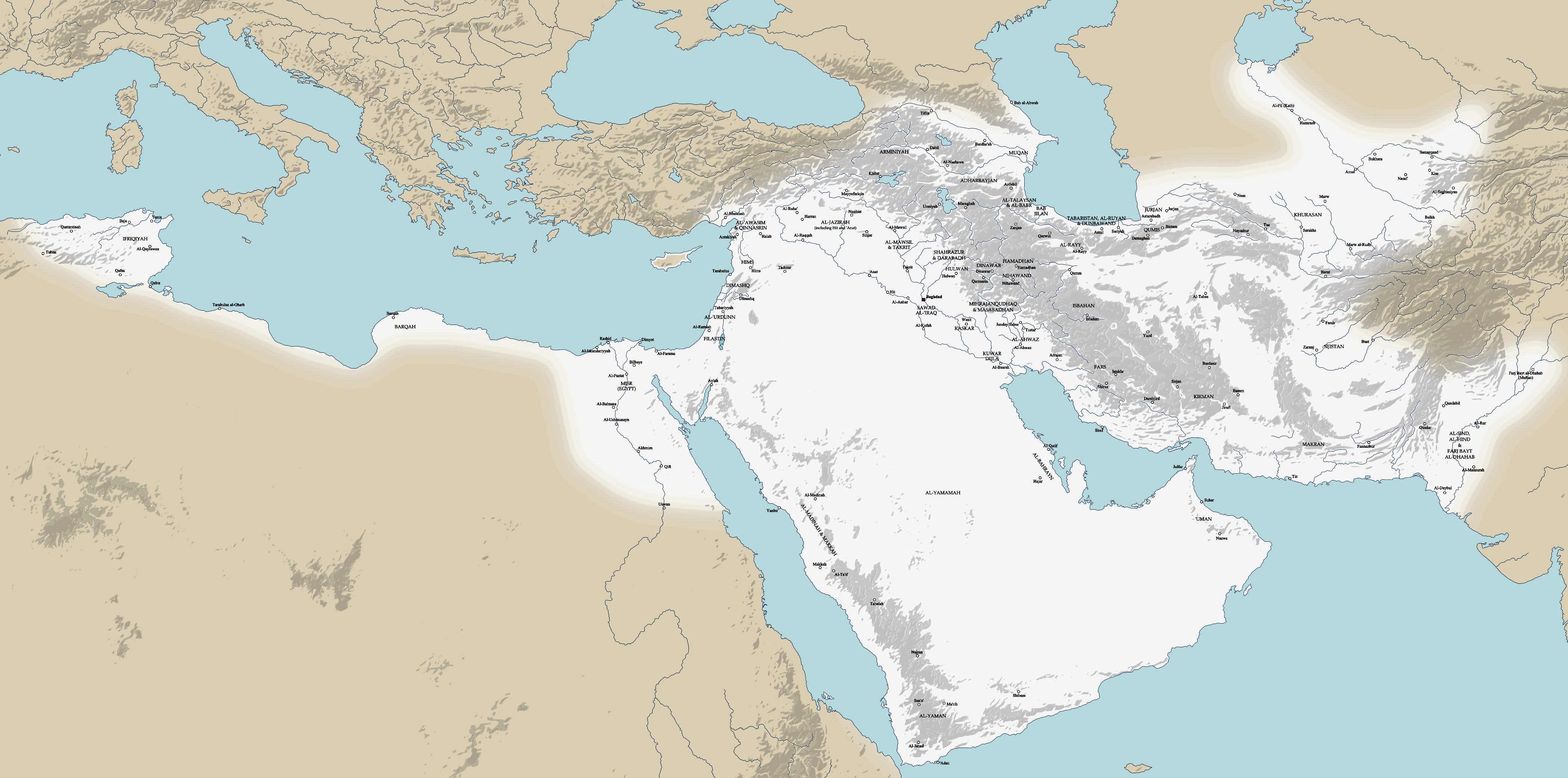
아바스 칼리파국과 그 지역의 지도. 788년 (2세기 히즈리)

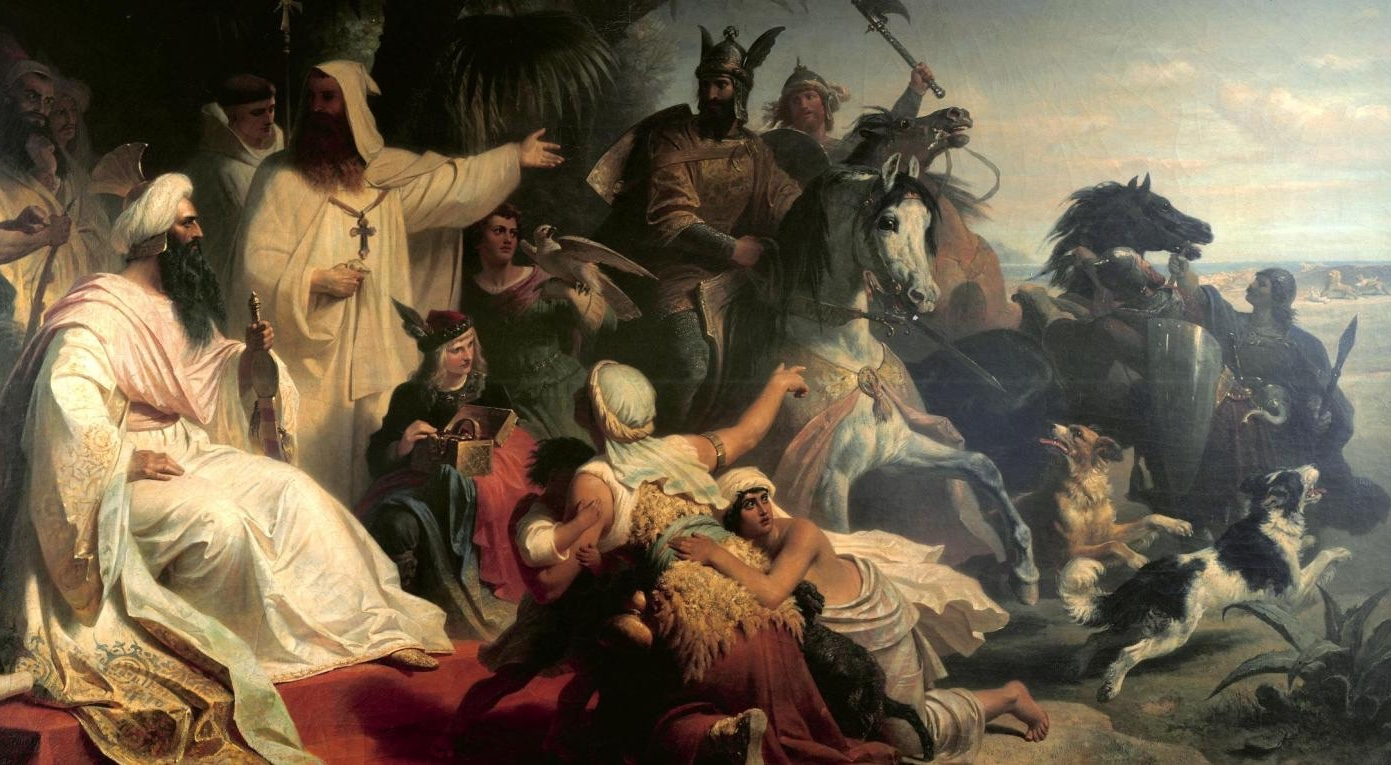
하룬 알라시드(재위 786–809)가 바그다드에 있는 그의 궁정에서 샤를마뉴가 보낸 사절단을 맞이하다. 1864년 독일 화가 율리우스 쾨케르트(1827–1918)의 그림. 캔버스에 유화.

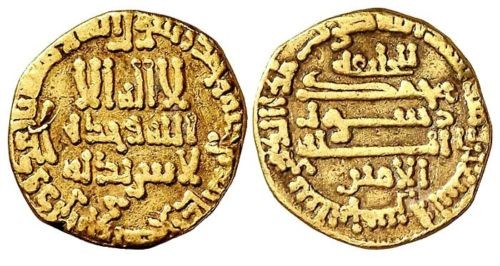
알마민(809~813) 통치 기간에 주조된 금 디나르

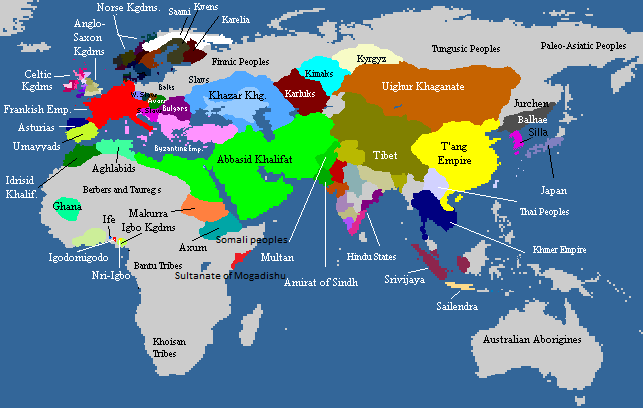
9세기 아바스 왕조와 기타 세계 제국 지도

870년대까지 이집트는 아흐마드 이븐 툴룬의 통치하에 자치권을 얻었다. 동방에서는 총독들이 중앙과의 관계도 축소했다. 이 무렵 헤라트의 사파르 왕조와 부하라의 사만 왕조가 분리되어 훨씬 더 페르시아적인 문화와 국가 기술을 배양했다. 메소포타미아의 중심지만이 아바스 왕조의 직접적인 통제하에 있었고 팔레스타인과 히자즈는 종종 툴룬 왕조에 의해 관리되었다. 동로마는 아나톨리아에서 아랍 무슬림들을 더 동쪽으로 밀기 시작했다.
920년대에 이르러 북아프리카는 무함마드의 딸 파티마 자흐라에게 기원을 둔 시아파 왕조인 파티마 왕조에게 빼앗겼다. 파티마 왕조는 이드리스와 아글라브 왕조의 영토를 장악하고, 969년 이집트로 진격해 카이로의 푸스타트 근처에 시아파 학문과 정치의 보루로 수도를 세웠다. 1000년경에 그들은 수니파 이슬람교와 아바스 왕조의 주요한 정치적, 이념적 도전자가 되었고, 아바스 왕조는 바그다드로부터 칼리파의 권위를 인정받았지만 대부분 자치적인 상태로 유지되었다. 칼리파 자신은 이라크와 서이란을 모두 소유하고 있었고, 그들의 동정 속에 조용히 시아파였던 부와이흐 아미르의 '보호'를 받고 있었다.

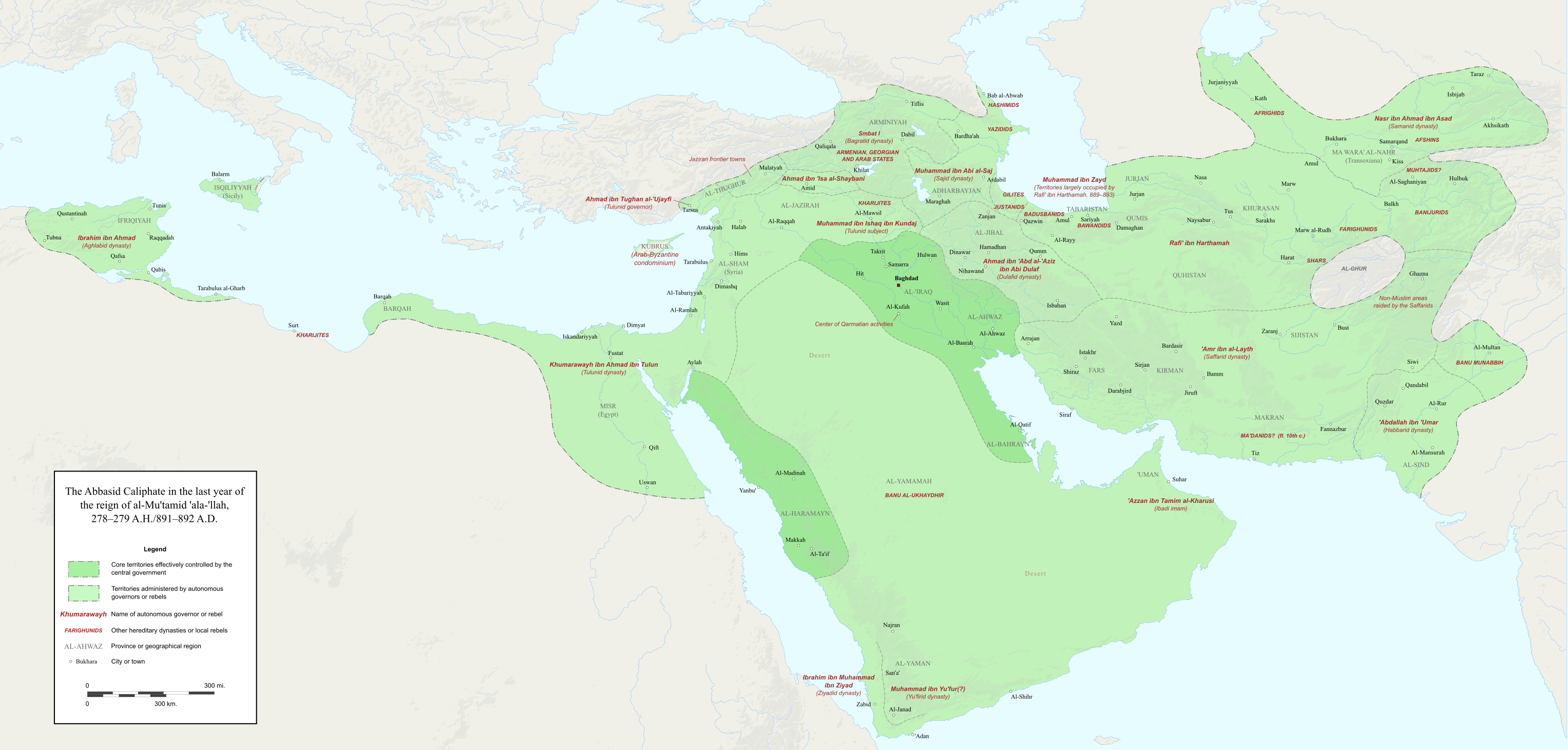
조각난 아바스 제국의 지도. 여전히 아바스 중앙 정부의 직접 통제하에 있는 지역(짙은 녹색)과 명목상으로 아바스 종주권을 인정하는 자치 통치자 치하의 지역(밝은 녹색)으로 구성되어 있다.

이라크 밖에서는 모든 자치주들이 서서히 세습 통치자, 군대, 수입으로 사실상의 국가의 성격을 띠었고, 명목상의 칼리파 종주권 하에서만 운영되었는데, 이는 신드를 지배하고 그들의 수도 만수라에서 지방 전체를 통치했던 숨로 아미르처럼 재무부에 대한 어떤 기부금으로도 반드시 반영되지 않을 수도 있었다. 마흐무드가 과시적으로 수니파의 정통성과 칼리프에 대한 의식적 복종을 보여주었음에도 불구하고, 가즈니의 마흐무드는 더 일반적으로 사용되던 '아미르'가 아니라 술탄의 칭호를 얻었으며, 이는 가즈나 제국이 칼리파의 권위로부터 독립했음을 의미했다. 11세기에도 일부 이슬람 통치자들은 금요일 쿠트바에서 칼리파의 이름을 더 이상 언급하지 않거나, 그들의 동전에서 칼리파의 이름을 삭제하는등 칼리프에 대한 존경심의 상실은 계속되었다.
아바스 왕조는 이슬람 움마의 정통성을 놓고 카이로의 시아파 파티마 왕조와 경쟁했다. 비록 부와이흐와 셀주크 시대에도 바그다드는 칼리파와 가장 밀접하게 연결된 도시였지만, 그들은 바그다드의 시아파 지역(카르크 등)에서 약간의 지원을 지휘했다. 파티마의 도전은 12세기에 와서야 그들의 몰락으로 끝났다.

### 부와이흐와 셀주크의 통제 (945~1118)

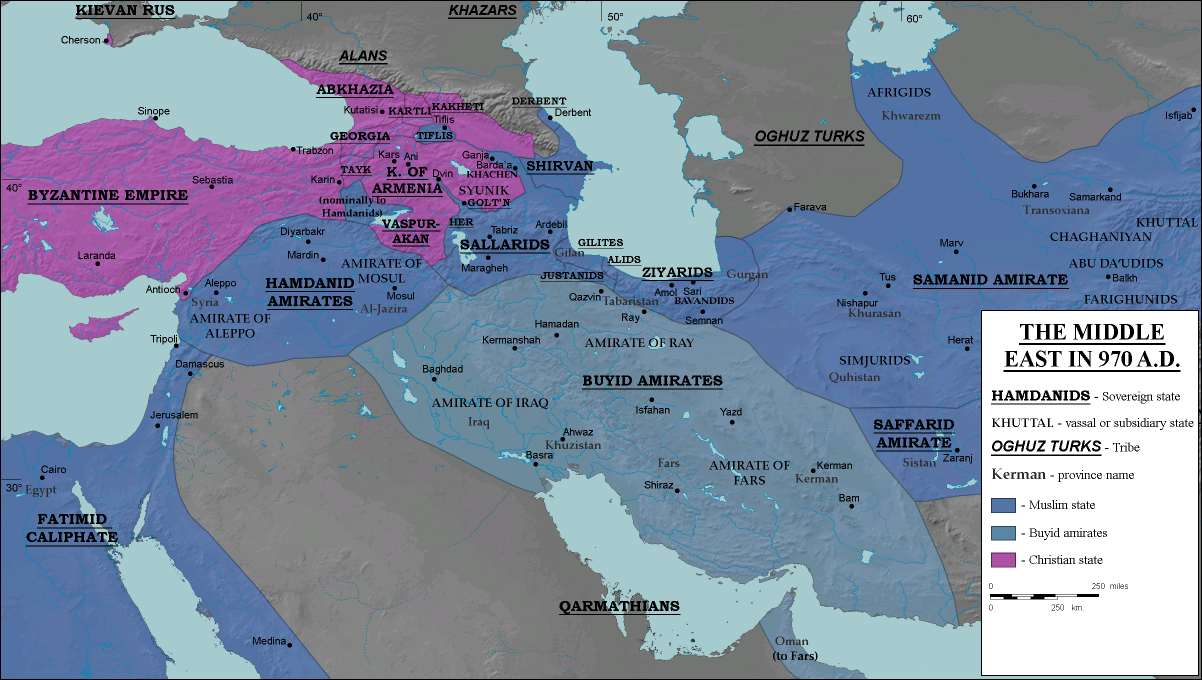
서기 970년경 서남아시아

아바스 왕조는 부와이흐의 권력에도 불구하고 부와이흐 관료인 힐랄 알사비가 묘사하는 바와 같이 고도로 의례화된 바그다드의 궁정을 유지했고, 그들은 종교 생활뿐만 아니라 바그다드에 일정한 영향력을 유지했다. 바하 알다울라의 통치로 부와이흐 권력이 약화되면서, 칼리파는 어느 정도 힘을 회복할 수 있었다. 예를 들어, 칼리파 알카디르는 바그다드 선언문과 같은 저술물을 통해 시아파에 대항하는 이데올로기 투쟁을 주도했다. 칼리파들은 종종 아야룬과 논쟁을 벌이면서 수도에 피트나가 발생하는 것을 막으려고 노력하는 등 바그다드 자체에서 질서를 유지했다.
부와이흐 왕조가 쇠락하면서 공백이 생겼고, 결국 오구즈 투르크계 왕조인 셀주크 왕조가 그 자리를 메웠다. 1055년까지 셀주크 왕조는 부와이흐 왕조와 아바스 왕조로부터 독립해 일시적인 권력을 잡았다. 1056~57년에 노예 출신의 아미르 바사시리가 바그다드에 시아파 파티마 깃발을 꽂았을 때, 칼리프 알카임은 외부의 도움 없이는 그를 이길 수 없었다. 셀주크 왕조의 술탄이었던 토그릴 베그는 바그다드를 다시 수니파의 지배로 돌려놓았고, 이라크를 자신의 왕조로 삼았다.
비록 아바스 칼리파가 이슬람 공동체의 명목상의 수장으로 남아 있었지만, 다시 한번 아바스 왕조는 그들에게 필적할 수 없는 군사력을 상대해야만 했다. 그들의 와지르 니잠 알물크뿐만 아니라, 이어지는 술탄 알프 아르슬란과 말리크샤는 페르시아에 거주했지만, 바그다드에서 아바스 왕조에 대한 권력을 가졌다. 왕조가 12세기에 약화되기 시작했을 때, 아바스 왕조는 다시 한 번 더 큰 독립을 얻었다.

### 군사력의 부활 (1118~1258)

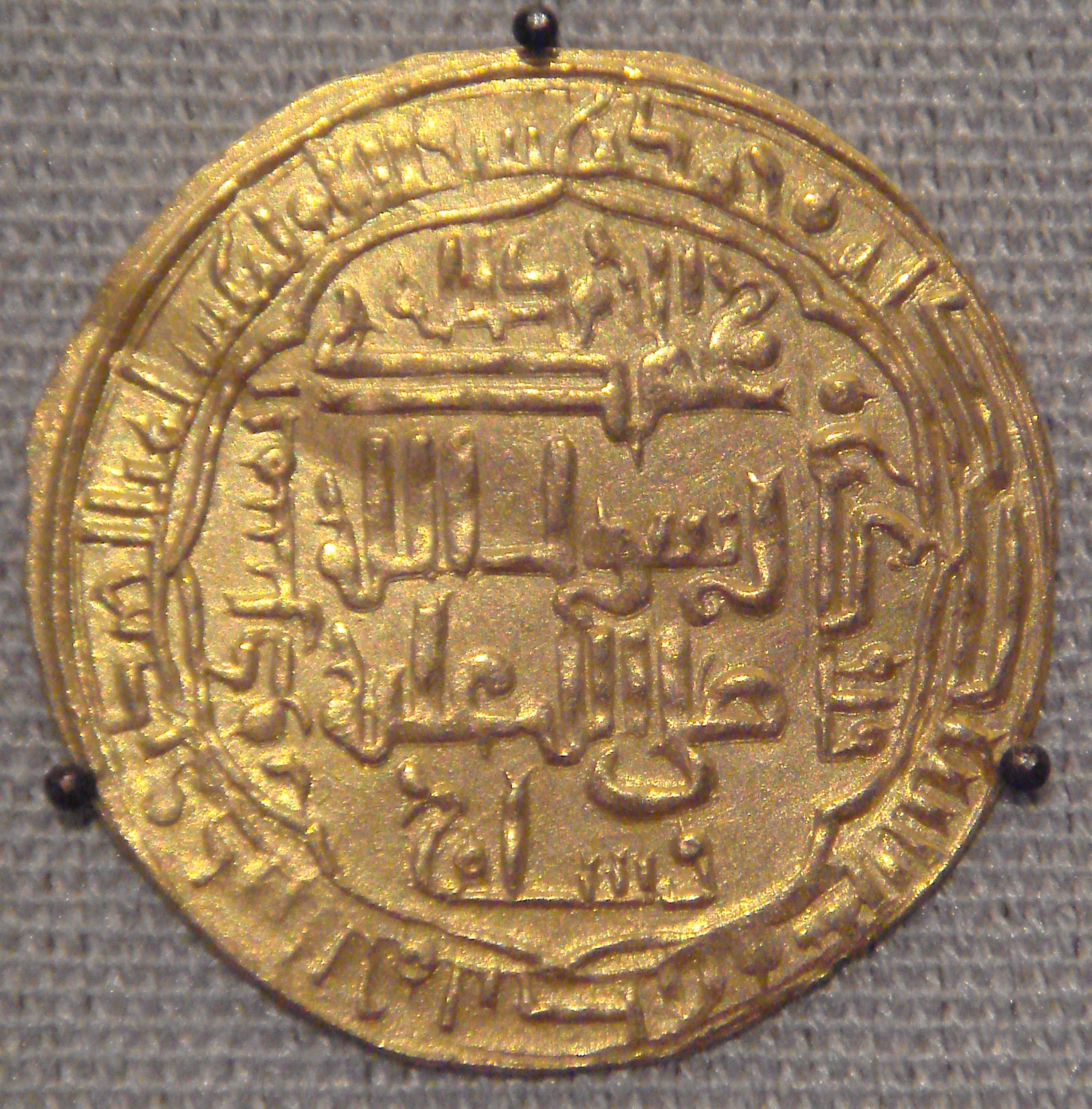
아바스 왕조의 동전, 바그다드, 1244년

칼리파 알무스타시드는 셀주크 군대와 전투에서 맞설 수 있는 군대를 건설한 최초의 칼리파였지만, 1135년에 패배하여 암살당했다. 칼리프 알무크타피는 이븐 후바이라의 도움으로 칼리프의 완전한 군사적 독립을 되찾은 최초의 아바스 칼리파였다. 거의 250년 동안 외국 왕조의 지배를 받았던 그는 바그다드 포위 공격(1157년)에서 셀주크족에게 맞서 바그다드를 성공적으로 방어하여 이라크를 지켜냈다. 알나시르(1225년 사망)의 치세에 칼리파는 이라크 전역에서 다시 권력을 장악했는데, 대부분 칼리파가 이끌던 수피 푸투와 조직에 기반을 두고 있었다. 알무스탄시르는 니잠 알물크가 세운 셀주크 시대의 니자미야를 대체하기 위해 무스탄시리야 학교를 세웠다.

### 몽골의 침략과 멸망

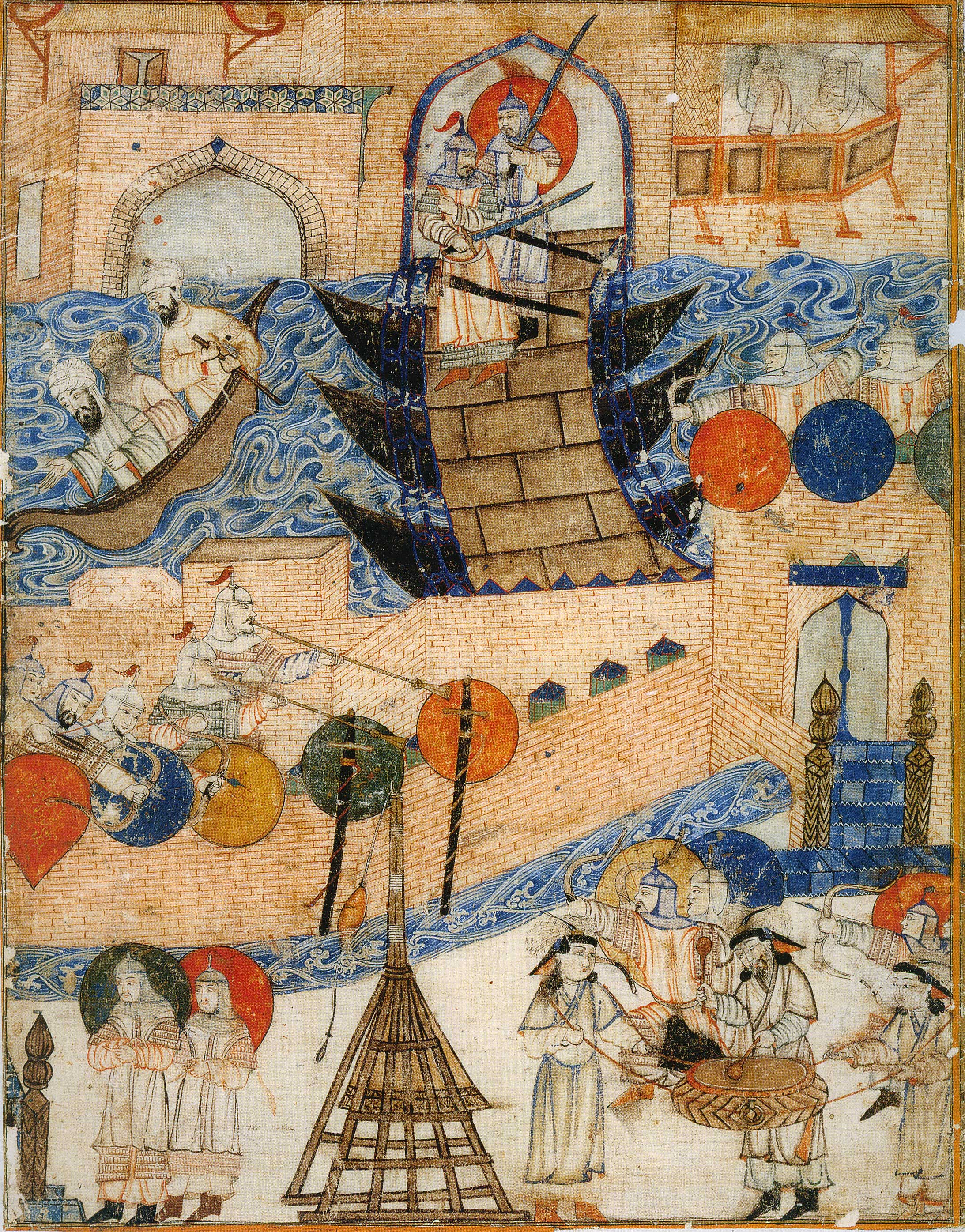
1258년 훌라구 칸이 이끄는 몽골군에 의한 바그다드 공방전

1206년, 칭기즈 칸은 몽골 고원을 통일한 후 몽골 제국을 설립했다. 13세기 동안, 이 몽골 제국은 동쪽의 중국과 서쪽의 키예프 루스, 오래된 이슬람 왕국의 대부분을 포함하여 유라시아 대륙의 대부분을 정복했다. 1258년 훌라구 칸의 바그다드 파괴는 전통적으로 이슬람 황금기의 끝으로 여겨진다.
동시대 기록에 따르면 몽골군이 모스크, 궁전, 도서관, 병원 등을 약탈하고 파괴했다고 한다. 바그다드의 36개 공공 도서관에서 나온 값을 매길 수 없는 책들이 찢어졌고, 약탈자들은 가죽 덮개를 샌들처럼 사용했다. 대대로 이어져 온 웅장한 건물들이 불에 타버렸다. 의학에서 천문학에 이르는 주제에 관한 수 많은 귀중한 역사 문서와 책들이 들어 있는 지혜의 집(바그다드 대도서관)이 파괴되었다. 살해된 과학자와 철학자들의 피로 티그리스강이 붉게 달아올랐다는 주장이 제기되었다. 시민들은 도망치려고 했지만, 한 명도, 심지어 아이들조차 구하지 못한 채 몽골군에게 대량 학살당했다.
사로잡힌 칼리파 알무스타심은 백성들이 살해당하고 그의 국고가 약탈당하는 모습을 지켜볼 수밖에 없었다. 아이러니하게도 몽골은 바그다드의 마지막 아바스 칼리파인 알무스타심의 피가 쏟아지자 초자연적인 재앙이 닥칠 것을 두려워했다. 페르시아의 시아파는 후사인 이븐 알리가 카르발라 전투에서 전사한 뒤에는 이런 재앙이 일어나지 않았다고 주장했지만, 1258년 2월 20일 훌라구는 왕의 피를 흘리지 못하도록 한 몽골의 금기에 따라 알무스타심을 카펫에 싸서 말에 짓밟아 죽였다. 칼리파의 직계 가족도 몽골로 보내진 막내아들과 훌라구 하렘에서 노예가 된 딸을 제외하고는 처형당했다.

#### 카이로의 아바스 칼리파국 (1261~1517)
아바스 왕조에 의해 맘루크 군대가 만들어진 방법과 비슷하게, 이집트에 기반을 둔 아이유브 왕조에 의해 맘루크 군대가 만들어졌다. 이 맘루크들은 그들의 주인들을 직접적으로 전복하기로 결정했고 1205년에 맘루크 술탄국을 세우며 권력을 잡았다. 1261년, 몽골에 의해 바그다드가 파괴된 후, 이집트의 맘루크 통치자들은 카이로에 아바스 칼리파국을 다시 세웠다. 카이로의 첫 아바스 칼리파는 알무스탄시르였다. 이집트의 아바스 칼리파국은 계속해서 권위를 유지했지만, 그것은 종교적인 문제들에 국한되었다. 카이로의 아바스 칼리파국은 알무타왁킬 3세가 셀림 1세에게 포로로 잡히며 끝났다.

### 참조주
1. ↑  Lapidus 2002.
2. 1 2 3 4 5 6  Hoiberg 2010.
3. 1 2 3 4 5  Dupuy & Dupuy 1986.
4. ↑  Lewis 1995.
5. 1 2 3  University of Calgary 1998
6. 1 2 3 4 5 6 7 8 9  El-Hibri 2021.
7. ↑  Abun-Nasr 1987.
8. ↑  Wade 2012, 138쪽
9. ↑  Wade states "Tazi in Persian sources referred to a people in that land, but was later extended to cover Arab lands. The Persian term was adopted by Tang China (Dàshí :大食) to refer to the Arabs until the 12th century."[8]
10. ↑  Broomhall 1910, 25–26쪽
11. ↑  Marshall Broomhall writes, "With the rise of the Abbasides we enter upon a somewhat different phase of Muslim history, and approach the period when an important body of Muslim troops entered and settled within the Chinese Empire. While the Abbasids inaugurated that era of literature and science associated with the Court at Bagdad, the hitherto predominant Arab element began to give way to the Turks, who soon became the bodyguard of the Caliphs, 'until in the end the Caliphs became the helpless tools of their rude protectors.'

Several embassies from the Abbaside Caliphs to the Chinese Court are recorded in the T'ang Annals, the most important of these being those of (A-bo-lo-ba) Abul Abbas, the founder of the new dynasty; that of (A-p'u-cKa-fo) Abu Giafar, the builder of Baghdad; and that of (A-lun) Harun al Raschid, who is known in modern days through the popular work Arabian Nights. The Abbasides or 'Black Flags,' as they were commonly called, are known in Chinese history as the Heh-i Ta-shih, 'The Black-robed Arabs.'

Five years after the rise of the Abbasides, at a time when Abu Giafar, the second Caliph, was busy plotting the assassination of his great and able rival Abu Muslim, who is regarded as "the leading figure of the age" and the de facto founder of the house of Abbas so far as military prowess is concerned, a terrible rebellion broke out in China. This was in 755, and the leader was a Turk or Tartar named An Lu-shan. This man, who had gained great favour with the Emperor Hsuan Tsung, and had been placed at the head of a vast army operating against the Turks and Tartars on the north-west frontier, ended in proclaiming his independence and declaring war upon his now aged Imperial patron. The Emperor, driven from his capital, abdicated in favour of his son, Su Tsung (756–763), who at once appealed to the Arabs for help.

The Caliph Abu Giafar, whose army, we are told by Sir William Muir, was fitted throughout with improved weapons and armour,' responded to this request, and sent a contingent of some 4000 men, who enabled the Emperor, in 757, to recover his two capitals, Sianfu and Honanfu. These Arab troops, who probably came from some garrison on the frontiers of Turkestan, never returned to their former camp, but remained in China, where they married Chinese wives, and thus became, according to common report, the real nucleus of the naturalised Chinese Mohammedans of to-day.

While this story has the support of the official history of the T'ang dynasty, there is, unfortunately, no authorised statement as to how many troops the Caliph really sent. The statement, however, is also supported by the Chinese Mohammedan inscriptions and literature. Though the settlement of this large body of Arabs in China may be accepted as probably the largest and most definite event recorded concerning the advent of Islam, it is necessary at the same time not to overlook the facts already stated in the previous chapter, which prove that large numbers of foreigners had entered China prior to this date."[10]
12. ↑  Brinkley 1902, 149–152쪽
13. ↑  Frank Brinkley says, "It would seem, however, that trade occupied the attention of the early Mohammedan settlers rather than religious propagandism; that while they observed the tenets and practised the rites of their faith in China, they did not undertake any strenuous campaign against either Buddhism, Confucianism, Taoism, or the State creed, and that they constituted a floating rather than a fixed element of the population, coming and going between China and the West by the oversea or the overland routes. According to Giles, the true stock of the present Chinese Mohammedans was a small army of four thousand Arabian soldiers, who, being sent by the Khaleef Abu Giafar in 755 to aid in putting down a rebellion, were subsequently permitted to settle in China, where they married native wives.

The numbers of this colony received large accessions in the 12th and 13th centuries during the conquests of Genghis, and ultimately the Mohammedans formed an appreciable element of the population, having their own mosques and schools, and observing the rites of their religion, but winning few converts except among the aboriginal tribes, as the Lolos and the Mantsu. Their failure as propagandists is doubtless due to two causes, first, that, according to the inflexible rule of their creed, the Koran might not be translated into Chinese or any other foreign language; secondly and chiefly, that their denunciations of idolatry were as unpalatable to ancestor-worshipping Chinese as were their interdicts against pork and wine. They were never prevented, however, from practising their faith so long as they obeyed the laws of the land, and the numerous mosques that exist throughout China prove what a large measure of liberty these professors of a strange creed enjoyed. One feature of the mosques is noticeable, however: though distinguished by large arches and by Arabic inscriptions, they are generally constructed and arranged so as to bear some resemblance to Buddhist temples, and they have tablets carrying the customary ascription of reverence to the Emperor of China – facts suggesting that their builders were not entirely free from a sense of the inexpediency of differentiating the evidences of their religion too conspicuously from those of the popular creed. It has been calculated that in the regions north of the Yangtse the followers of Islam aggregate as many as ten millions, and that eighty thousand are to be found in one of the towns of Szchuan. On the other hand, just as it has been shown above that although the Central Government did not in any way interdict or obstruct the tradal operations of foreigners in early times, the local officials sometimes subjected them to extortion and maltreatment of a grievous and even unendurable nature, so it appears that while as a matter of State policy, full tolerance was extended to the Mohammedan creed, its disciples frequently found themselves the victims of such unjust discrimination at the hand of local officialdom that they were driven to seek redress in rebellion. That, however, did not occur until the 19th century. There is no evidence that, prior to the time of the Great Manchu Emperor Chienlung (1736–1796), Mohammedanism presented any deterrent aspect to the Chinese. That renowned ruler, whose conquests carried his banners to the Pamirs and the Himalayas, did indeed conceive a strong dread of the potentialities of Islamic fanaticism reinforced by disaffection on the part of the aboriginal tribes among whom the faith had many adherents. He is said to have entertained at one time the terrible project of eliminating this source of danger in Shensi and Kansuh by killing every Mussulman found there, but whether he really contemplated an act so foreign to the general character of his procedure is doubtful. The broad fact is that the Central Government of China has never persecuted Mohammedans or discriminated against them. They are allowed to present themselves at the examinations for civil or military appointments, and the successful candidates obtain office as readily as their Chinese competitors."[12]
14. ↑  Moule 1914, 317쪽
15. ↑  It states in Moule's book, "though the actual date and circumstances of the introduction of Islam into China cannot be traced with certainty further back than the 13th century, yet the existence of settlements of foreign Moslems with their Mosques at Ganfu (Canton) during the T'ang dynasty (618–907) is certain, and later they spread to Ch'uan-chou and to Kan-p'u, Hangchow, and perhaps to Ningpo and Shanghai. These were not preaching or proselytising inroads, but commercial enterprises, and in the latter half of the 8th century there were Moslem troops in Shensi, 3,000 men, under Abu Giafar, coming to support the dethroned Emperor in 756. In the 13th century the influence of individual Muslims was immense, especially that of the Seyyid Edjell Shams ed-Din Omar, who served the Mongol Khans till his death in Yunnan in 1279. His family still exists in Yunnan, and has taken a prominent part in Moslem affairs in China.

The present Muslim element in China is most numerous in Yunnan and Kansu; and the most learned Muslims reside chiefly in Ssuch'uan, the majority of their books being printed in the capital city, Ch'eng-tu. Kansu is perhaps the most dominantly Mohammedan province in China, and here many different sects are found, and mosques with minarets used by the orthodox muezzin calling to prayer, and in one place veiled women are met with. These, however, are not Turks or Saracens, but for the most part pure Chinese. The total Moslem population is probably under 4,000,000, though other statistical estimates, always uncertain in China, vary from thirty to ten millions; but the figures given here are the most reliable at present obtainable, and when it is remembered that Islam in China has not been to any great extent a preaching or propagandist power by force or the sword, it is difficult to understand the survival and existence of such a large number as that, small, indeed, compared with former estimates, but surely a very large and vigorous element."[14]
16. ↑  Giles 1886, 141쪽
17. ↑  In Giles' book, he writes "Mahomedans: IEJ Iej. First settled in China in the Year of the Mission, A.D. 628, under Wahb-Abi-Kabcha a maternal uncle of Mahomet, who was sent with presents to the Emperor. Wahb-Abi-Kabcha travelled by sea to Canton, and thence overland to Si-ngan Fu, the capital, where he was well received. The first mosque was built at Canton, where, after several restorations, it still exists. Another mosque was erected in 742, but many of these M. came to China simply as traders, and by and by went back to their own country. The true stock of the present Chinese Mahomedans was a small army of 4,000 Arabian soldiers sent by the Khaleef Abu Giafar in 755 to aid in putting down a rebellion. These soldiers had permission to settle in China, where they married native wives; and three centuries later, with the conquests of Genghis Khan, large numbers of Arabs penetrated into the Empire and swelled the Mahomedan community."[16]
18. 1 2  Bloodworth & Bloodworth 2004, 214쪽
19. ↑  Giles 1915, 139쪽
20. ↑  Giles also writes, "In 789 the Khalifa Harun al Raschid dispatched a mission to China, and there had been one or two less important missions in the seventh and eighth centuries; but from 879, the date of the Canton massacre, for more than three centuries to follow, we hear nothing of the Mahometans and their religion. They were not mentioned in the edict of 845, which proved such a blow to Buddhism and Nestorian Christianity perhaps because they were less obtrusive in the propagation of their religion, a policy aided by the absence of anything like a commercial spirit in religious matters."[19]
21. ↑  Giles 1915, 223쪽
22. ↑  Giles also writes, in the same book, "The first mosque was built at Canton, where, after several restorations, it may still be seen. The minaret, known as the Bare Pagoda, to distinguish it from a much more ornamental Buddhist pagoda near by, dates back to 850. There must at that time have been a considerable number of Mahometans in Canton, though not so many as might be supposed if reliance could be placed on the figures given in reference to a massacre which took place in 879. The fact is that most of these Mahometans went to China simply as traders; they did not intend to settle permanently in the country, and when business permitted, they returned to their old haunts. About two thousand Mussulman families are still to be found at Canton, and a similar number at Foochow; descendants, perhaps, of the old sea-borne contingents which began to arrive in the seventh and eighth centuries. These remnants have nothing to do with the stock from which came the comparatively large Mussulman communities now living and practising their religion in the provinces of Ssŭch'uan, Yünnan, and Kansuh. The origin of the latter was as follows. In A.D. 756 the Khalifa Abu Giafar sent a small army of three thousand Arab soldiers to aid in putting down a rebellion."[21]
23. ↑  Jenkins 1999, 61쪽
24. ↑  Carné 1872, 295쪽
25. ↑  Ghosh 1961, 60쪽
26. ↑  Kitagawa 1989, 283쪽
27. ↑  Smith & Weng 1973, 129쪽
28. ↑  Hermann 1912, 77쪽
29. ↑  Anon 1928, 1617쪽
30. ↑  Fitzgerald 1961, 332쪽
31. ↑  Chapuis 1995, 92쪽
32. ↑  Baker 1990, 53쪽
33. ↑  Tillier, Mathieu (2009). 《Les cadis d'Iraq et l'État Abbasside (132/750–334/945)》. Damascus: Presses de l’Ifpo. doi:10.4000/books.ifpo.673. ISBN 978-2-35159-028-7.
34. ↑  Bobrick 2012.
35. 1 2 3  Brauer 1995
36. 1 2 3 4  Dupuy & Dupuy 1986, 265쪽
37. ↑  Allegranzi, Viola; Aube, Sandra (2022). 《Splendeurs des oasis d'Ouzbékistan》. Paris: Louvre Editions. 181쪽. ISBN 978-8412527858.
38. ↑  El-Hibri 2021, 69쪽.
39. ↑  This city had previously been the residence of his father, al-Mahdi, whom al-Mansur had appointed its governor in 771. Al-Mahdi constructed a new city for himself, al-Rafiqa, next to Raqqa, and the two towns came to form a single urban agglomeration over time.[38]
40. ↑  Meisami 1999
41. 1 2 3 4 5 6  Magnusson & Goring 1990, 2쪽
42. ↑  Ghareeb, Edmund A.; Dougherty, Beth (2004). 《Historical Dictionary of Iraq》. Scarecrow Press. ISBN 978-0810865686.
43. ↑  Ghareeb, Edmund A.; Dougherty, Beth (2004). 《Historical Dictionary of Iraq》. Scarecrow Press. ISBN 978-0810865686.
44. ↑  Frye, Richard. 《The Cambridge History of Iran. Volume 4: The Period from the Arab Invasion to the Saljuqs》. Cambridge University Press. 86쪽. ISBN 9781139054966.
45. ↑  Vásáry 2005
46. ↑  Isichei 1997, 192쪽
47. ↑  Pavlidis 2010
48. ↑  Mikaberidze 2004
49. ↑  Visser 2005, 19쪽
50. ↑  Dupuy & Dupuy 1986, 265–266쪽
51. ↑  Dupuy & Dupuy 1986, 266쪽
52. ↑  Cooper & Yue 2008, 215쪽
53. ↑  Murray, S.A.P. (2012). The library: An illustrated history. New York: Skyhorse Publishing, p. 54.
54. ↑  Frazier, I., "Invaders: Destroying Baghdad", New Yorker Magazine, [Special edition: Annals of History], April 25, 2005, Online Issue 보관됨 2018-06-12 - 웨이백 머신
55. ↑  Szczepanski, Kallie. "How the Mongols Took Over Baghdad in 1258." ThoughtCo. https://www.thoughtco.com/the-mongol-siege-of-baghdad-1258-195801 (accessed February 10, 2021).
56. ↑  Frazier 2005